# The Defenders (miniserie televisiva 2017)
Marvel's The Defenders, o semplicemente The Defenders, è una miniserie televisiva statunitense del 2017 ideata da Douglas Petrie e Marco Ramirez, basata sui personaggi della Marvel Comics Matt Murdock, Jessica Jones, Luke Cage ed Iron Fist, che formano l'omonimo team di supereroi. La serie è ambientata all'interno del Marvel Cinematic Universe (MCU) ed è il crossover delle serie televisive Marvel realizzate da Netflix fino al debutto della miniserie. La serie è prodotta dalla Marvel Television in associazione con ABC Studios, Nine and a Half Fingers, Inc., e Goddard Textiles, con Ramirez nel ruolo di showrunner.
Protagonisti della serie sono Charlie Cox nel ruolo di Matt Murdock / Daredevil, Krysten Ritter nel ruolo di Jessica Jones, Mike Colter nel ruolo di Carl Lucas / Luke Cage e Finn Jones come Danny Rand / Iron Fist, tutti e quattro di ritorno dalle rispettive serie individuali. Fa parte del cast principale anche Élodie Yung, che riprende il ruolo di Elektra da Daredevil. Lo sviluppo della serie cominciò a fine 2013. Petrie e Ramirez si unirono al progetto come showrunner nell'aprile 2016, ma poco prima dell'inizio delle riprese Petrie lasciò la serie. La serie è stata girata a New York da ottobre 2016 a marzo 2017.
The Defenders è stata pubblicata il 18 agosto 2017 in tutti i territori in cui Netflix è disponibile.

## Trama
Alcuni mesi dopo gli eventi della seconda stagione di Daredevil, e un mese dopo gli eventi della prima stagione di Iron Fist, i vigilanti Matt Murdock, Jessica Jones, Luke Cage e Iron Fist si alleano per salvare New York per combattere un nemico comune: la Mano.

## Puntate
| nº | Titolo originale      | Titolo italiano           | Pubblicazione  |
| -- | --------------------- | ------------------------- | -------------- |
| 1  | The H Word            | Una famosa supereroina    | 18 agosto 2017 |
| 2  | Mean Right Hook       | Un bel gancio destro      | 18 agosto 2017 |
| 3  | Worst Behavior        | Il comportamento peggiore | 18 agosto 2017 |
| 4  | Royal Dragon          | Il drago felice           | 18 agosto 2017 |
| 5  | Take Shelter          | Al sicuro                 | 18 agosto 2017 |
| 6  | Ashes, Ashes          | Ceneri, ceneri            | 18 agosto 2017 |
| 7  | Fish in the Jailhouse | In prigione               | 18 agosto 2017 |
| 8  | The Defenders         | The Defenders             | 18 agosto 2017 |

### Una famosa supereroina
- Titolo alternativo: La parola con la H
- Titolo originale: The H Word
- Scritto da: Douglas Petrie e Marco Ramirez
- Diretto da: S. J. Clarkson

Danny Rand e Colleen Wing combattono in Cambogia contro una misteriosa assassina, che scompare dopo aver ucciso un uomo; quest'ultimo, prima di morire, rivela a Danny che la vera battaglia contro la Mano è a New York. A New York, Jessica Jones indaga su un uomo scomparso, John Raymond, che nasconde in casa un'enorme quantità di esplosivo. Luke Cage esce dal carcere grazie a Foggy Nelson e si incontra con Claire Temple e Misty Knight, che lo esorta a indagare sulle misteriosi morti di diversi adolescenti di Harlem. Matt Murdock lavora come avvocato pro bono e si è lasciato la vita da vigilante alle spalle. Alexandra Reid, leader della Mano, viene a sapere di avere solo pochi mesi di vita, ed esorta Madame Gao a velocizzare il loro progetto per New York. Un terremoto si abbatte su Manhattan e Alexandra si incontra con la misteriosa assassina, Elektra.

### Un bel gancio destro
- Titolo originale: Mean Right Hook
- Scritto da: Lauren Schmidt Hissrich e Marco Ramirez
- Diretto da: S. J. Clarkson

Danny e Colleen, tornati a New York, cercano alleati per affrontare la Mano. La polizia si reca all'appartamento di Raymond e Misty Knight nota che Jessica ha rubato alcuni documenti. Jeri Hogarth avverte Jessica di non interferire con le indagini su Raymond e chiede a Foggy Nelson di tenerla d'occhio. Luke indaga sulla sparizione dei ragazzi di Harlem e risale a un uomo noto come "Cappello Bianco". Jessica torna a casa, dove viene sorpresa da Raymond; Elektra irrompe nell'appartamento e attacca Raymond, che si uccide. Elektra fugge e Jessica viene arrestata. Danny e Colleen irrompono in un edificio pieno di cadaveri e attaccano gli uomini mandati da "Cappello Bianco" per sbarazzarsi dei corpi. Seguendo gli uomini di "Cappello Bianco" anche Luke giunge sul posto e combatte brevemente contro Danny, ma l'arrivo della polizia costringe i due a fuggire. Jessica viene interrogata da Misty, ma le due donne vengono interrotte da Matt, che afferma di essere l'avvocato di Jessica. Alexandra tiene Stick prigioniero.

### Il comportamento peggiore
- Titolo alternativo: Il peggior comportamento
- Titolo originale: Worst Behavior
- Scritto da: Lauren Schmidt Hissrich e Marco Ramirez
- Diretto da: Peter Hoar

In un flashback, Elektra viene resuscitata da Alexandra e viene addestrata per essere "Black Sky", l'arma più potente della Mano. Matt riesce a far rilasciare Jessica, che lo pedina e lo vede arrampicarsi agilmente su un palazzo. Claire organizza un incontro tra Luke e Danny per parlare della Mano, ma i due non sono propensi a collaborare per le differenti visioni della situazione dei due uomini. Jessica continua le sue indagini e si reca nell'edificio della Midland Circle, progettato da Raymond e di proprietà della Mano; Matt la segue e le consiglia di non immischiarsi negli affari della Mano. Danny, spinto da alcune cose dette da Luke, decide di usare la sua influenza come CEO della Rand Enterprises e si reca nello stesso edificio, dove minaccia Alexandra, che ordina ai suoi uomini di attaccarlo. Danny cerca di resistere agli attacchi quando Luke giunge in suo soccorso. I due uomini vengono sorpresi dall'arrivo di Matt e Jessica. I quattro affrontano gli uomini della Mano e durante la battaglia Matt lotta contro Elektra, scoprendo così che la ragazza è viva. Stick per riuscire a fuggire si amputa la mano che lo teneva legato alle catene, scappa e irrompe nella palestra di Colleen, affermando di dover incontrare l'Iron Fist.

### Il drago felice
- Titolo alternativo: Drago reale
- Titolo originale: Royal Dragon
- Scritto da: Douglas Petrie e Marco Ramirez
- Diretto da: Phil Abraham

Matt, Jessica, Luke e Danny fuggono dalla Midland Circle e si nascondono in un ristorante cinese. Danny propone di lavorare come una squadra, Matt nonostante un'iniziale riluttanza rivela agli altri il proprio volto e la propria identità, Jessica non è interessata e decide di andarsene. Stick arriva al ristorante ed esorta i quattro eroi a unirsi per affrontare la Mano, spiega che molto tempo fa gli anziani di K'un-Lun si riunirono per studiare i poteri curativi del qi, ma cinque di loro desideravano usare questo potere per vivere per sempre e furono scacciati. Sono diventate le cinque dita della Mano e includono Alexandra (che ha avuto molti nomi nel corso dei secoli), Madame Gao, Sowande (che ha reclutato i ragazzi di Harlem), Murakami e Bakuto recentemente scomparso. Ora la Mano ha sconfitto tutti gli avversari, tranne gli stessi Stick e Iron Fist. Il gruppo viene sorpreso dall'arrivo di Alexandra, che propone di risparmiare loro la vita se Danny si consegnerà spontaneamente alla Mano, dal momento che il loro piano richiede Iron Fist, ma Danny rifiuta la sua offerta. Jessica scopre che la famiglia di Raymond è tenuta sotto sorveglianza dalla Mano e decide di tornare al ristorante nel momento in cui Black Sky attacca i quattro uomini.

### Al sicuro
- Titolo alternativo: Rifugiarsi
- Titolo originale: Take Shelter
- Scritto da: Lauren Schmidt Hissrich, Douglas Petrie e Marco Ramirez
- Diretto da: Uta Briesewitz

Il gruppo viene attaccato dagli uomini della Mano. Matt lotta contro Elektra e cerca di parlarle nel tentativo di farle tornare la memoria. Murakami ordina a Elektra di uccidere Matt, ma la ragazza si ribella e fugge. Luke intanto combatte contro Sowande, ma viene investito da un camion. Il resto del gruppo va nel retro dove trova Matt ancora scosso per ciò che è accaduto con Elektra. Poco dopo arrivano gli uomini della Mano, ma loro sono già scappati attraverso un tombino. Elektra e Alexandra, che ha assistito alla sua fuga, parlano e Alexandra confessa che aveva una figlia nella sua prima vita che però è morta senza che lei potesse salvarla. Spiega che aveva capito che sua figlia era troppo buona e non era una guerriera come lei ed Elektra. Dice inoltre che il suo destino è crescere Black Sky e che Elektra ha un talento straordinario per il combattimento.
Il gruppo arriva al dojo dove Colleen incontra Matt e Jessica. Loro credono che la Mano abbia preso Luke, ma quest'ultimo si presenta al dojo molto soddisfatto. Durante la lotta era infatti riuscito a catturare Sowande. Il gruppo lo interroga, ma lui non dice nulla se non che i prossimi bersagli della mano sarebbero stati Claire e Trish. Luke va a prendere Claire, ma, mentre sono ancora nell'appartamento, Danny e Colleen vedono dei membri della Mano. Iniziano uno scontro con loro e Colleen incontra Bakuto, il suo vecchio sensei, nonché una delle dita della Mano. Colleen aveva provato ad unirsi alla Mano durante il suo addestramento, ma era stata rifiutata. Bakuto le propone di unirsi a loro, per davvero questa volta, ma Colleen rifiuta dicendo che non avrebbe permesso che le facessero il lavaggio del cervello.
Matt va da Karen e le confessa di aver ricominciato, la prega di andare con lui, perché possa proteggerla. Karen, anche se controvoglia e rancorosa nei confronti di Matt, lo segue. Poi lui va al magazzino e parla con Stick che gli dice che colui che dovrà guidare il gruppo è lui, non Danny, nonostante sia l'Iron Fist. Matt però si rifiuta e se ne va arrabbiato.
Jessica va al ristorante dove Trish sta facendo un meeting e cerca di portarla via, ma arrivano gli uomini della Mano. Murakami combatte con lei, ma arriva Matt nel costume da Daredevil che lo butta giù dal secondo piano. Il resto del gruppo, intanto, va alla centrale dove Luke prega Misty di tenere al sicuro i loro cari. Claire cura Colleen che era stata ferita durante lo scontro con Bakuto e che le confessa di sentirsi persa e di aver bisogno di qualcosa di stabile. Claire la conforta dicendole che è lei stessa il punto fermo. Misty spiega a Trish, Malcolm, Karen, Claire e Colleen che rimarranno lì per un po' per la loro sicurezza. Poi parla con Colleen e le ridà la sua katana.
Madame Gao e Bakuto parlano e lei lo accusa di avere il giudizio offuscato a causa di Colleen. Gli ricorda che devono catturare l'Iron Fist assolutamente perché è l'unico modo che hanno di tornare a K'un-Lun. Poi Murakami convince gli altri due leader a trovare un altro piano che non preveda Black Sky o Alexandra.
Matt confessa agli altri che Elektra era la sua fidanzata e che è stata resuscitata. Sowande prende in ostaggio Danny, ma Stick lo decapita prima che possa scappare. Il gruppo ha però scoperto che Iron Fist è la chiave per ciò che cerca la Mano. Elektra intanto è scappata e va a casa di Matt dove inizia a ricordare e si addormenta sul letto.

### Ceneri, ceneri
- Titolo originale: Ashes, Ashes
- Scritto da: Drew Goddard e Marco Ramirez
- Diretto da: Stephen Surjik

Matt, Jessica e Luke, si rendono conto che la Mano vuole Iron Fist per raggiungere i propri scopi, decidono che Danny deve restare al sicuro, lontano dalla Mano, ma il ragazzo si rifiuta di non partecipare alla lotta e, dopo essere stati attaccati da Danny, i tre sono costretti a legarlo e tenerlo prigioniero con Luke e Stick a guardia del ragazzo. Elektra inizia a recuperare i ricordi della sua vita precedente, ma Alexandra insiste sul fatto che non è più quella persona. Nel frattempo, gli altri capi della Mano vengono a sapere della morte di Sowande e continuano a perdere la fiducia nella leadership di Alexandra. Nel frattempo Matt e Jessica si recano a casa di Raymond per cercare di scoprire qualcosa sul piano della Mano e scoprono all'interno del pianoforte le planimetrie dell'edificio della Midland Circle, intuendo che Raymond voleva farlo saltare in aria e scoprono che c'è qualcosa sotto il palazzo, un buco che Murdock aveva incontrato in precedenza quando aveva a che fare con la Mano. Tornano al gruppo con l'intenzione di attaccare l'edificio, per trovare Stick che tenta di uccidere Rand per impedire alla Mano di usarlo, vengono interrotti dall'arrivo di Elektra,  Matt e Jessica corrono in soccorso di Stick ma vengono sopraffatti da Elektra, che uccide Stick e rapisce Danny. Alexandra gongola davanti agli altri leader per questa vittoria, ma viene uccisa lei stessa da Elektra, che rivendica la leadership della Mano.

### In prigione
- Titolo alternativo: Un pesce in prigione
- Titolo originale: Fish in the Jailhouse
- Scritto da: Lauren Schmidt Hissrich e Marco Ramirez
- Diretto da: Félix Enríquez Alcalá

Matt, Jessica e Luke si svegliano nel distretto di polizia come sospettati per gli omicidi di Sowande e Stick. Parlano a Misty della Mano, ma cercano di non entrare nei dettagli o di lasciarla coinvolgere con grande dispiacere dei suoi superiori. Le restanti dita della Mano accettano di lasciare che Elektra persegua i suoi obiettivi, sperando che conceda loro l'accesso alla sostanza di cui hanno bisogno per evitare la morte. Porta Danny sotto l'edificio alla porta mistica che hanno bisogno che lui apra. Con l'aiuto di Foggy, Matt, Luke e Jessica fuggono dalla centrale di polizia e si recano alla Midland Circle. Colleen recupera l'esplosivo trovato in casa di Raymond e li segue. Elektra conduce Danny nella caverna sotterranea sotto l'edificio della Midland Circle e gli spiega che solo l'Iron Fist può rompere un antico muro di pietra, dietro al quale si cela il vero potere della Mano. I tre vigilanti fuggiti dal distretto vanno a Midland Circle, dove vengono affrontati da Gao, Bakuto e Murakami. Colleen presto arriva in aiuto, portando con sé gli esplosivi. Il gruppo allontana le dita della Mano. Misty e Claire arrivano poco dopo, la prima accetta di bloccare la polizia mentre gli altri arrivano a Danny. Elektra inganna Danny facendogli aprire la porta, provocando un'esplosione che mette fuori servizio l'elettricità in tutta la città. Danny si risveglia e si intravede lo scheletro di un drago.

### The Defenders
- Scritto da: Lauren Schmidt Hissrich e Marco Ramirez
- Diretto da: Farren Blackburn

Gao spiega a Rand che la sostanza che la Mano usa per la resurrezione proviene dalle ossa dei draghi, proprio come le sue abilità Iron Fist provenivano da un drago. La Mano inizia a raccogliere lo scheletro, che indebolirà le fondamenta della città e causerà una distruzione diffusa.  Colleen e Claire posizionano gli esplosivi in modo da distruggere l'edificio una volta che gli altri scapperanno. Vengono affrontate da Bakuto, che taglia il braccio di Knight quando arriva per aiutare. Colleen decapita Bakuto, ma il suo corpo fa scattare il timer per gli esplosivi. Le tre donne fuggono dall'edificio. Sottoterra la Mano comincia a portare via le ossa del drago, usate per riportare in vita i morti. Matt, Jessica e Luke arrivano nella caverna per aiutare Danny, e combattono insieme i membri della Mano. Quando Matt si rende conto che gli esplosivi stanno per esplodere, convince gli altri ad andarsene immediatamente. Resta ad implorare Elektra, e i due sono insieme - insieme a Gao e Murakami - mentre l'edificio implode intorno a loro. La polizia decide di insabbiare la verità, permettendo a Jessica, Luke e Danny di tornare alle loro vite senza preoccupazioni. Jessica e Luke si salutano con la promessa di tenersi in contatto. Danny, ispirato dal sacrificio di Matt, comincia a operare come vigilante. Nel finale, Matt si risveglia in un convento di suore; una di loro manda a chiamare suor Maggie.

## Personaggi

### Principali
- Matt Murdock / Daredevil, interpretato da Charlie Cox, doppiato da Francesco Pezzulli: un avvocato non vedente che di notte combatte il crimine nelle strade di Hell's Kitchen.[4]
- Jessica Jones, interpretata da Krysten Ritter, doppiata da Giuppy Izzo: un'investigatrice privata che soffre di disturbo post-traumatico da stress, proprietaria dell'agenzia Alias Investigations.[5]
- Carl Lucas / Luke Cage, interpretato da Mike Colter, doppiato da Metello Mori: un uomo dotato di forza sovrumana e pelle indistruttibile che combatte il crimine ad Harlem.[6]
- Danny Rand / Iron Fist, interpretato da Finn Jones, doppiato da Davide Perino: un miliardario buddista ed esperto di arti marziali con l'abilità di evocare il potere dell'Iron Fist.[7]
- Malcolm Ducasse, interpretato da Eka Darville, doppiato da Federico Campaiola: vicino di casa di Jessica Jones e suo assistente presso la Alias Investigations. Darville riprende il ruolo da Jessica Jones.[8][9]
- Franklin "Foggy" Nelson, interpretato da Elden Henson, doppiato da Luigi Morville: migliore amico e ex-socio di Matt Murdock. Nelson riprende il ruolo da Daredevil.[9]
- Colleen Wing, interpretata da Jessica Henwick, doppiata da Erica Necci: compagna di Danny Rand e proprietaria di un dojo di arti marziali. Henwick riprende il ruolo da Iron Fist.[10]
- Mercedes Knight, interpretata da Simone Missick, doppiata da Gaia Bolognesi: una detective di Harlem con un forte senso della giustizia. Missick riprende il ruolo da Luke Cage.[11][12]
- Bakuto, interpretato da Ramón Rodríguez, doppiato da Luca Ferrante: una delle cinque "dita" della Mano e maestro sensei di Colleen Wing. Rodríguez riprende il ruolo da Iron Fist.[13]
- Trish Walker, interpretata da Rachel Taylor, doppiata da Monica Ward: sorella adottiva e migliore amica di Jessica Jones. Taylor riprende il ruolo da Jessica Jones.[14]
- Karen Page, interpretata da Deborah Ann Woll, doppiata da Eleonora Reti: amica di Matt Murdock e reporter presso il New York Bulletin. Woll riprende il ruolo da Daredevil.[12]
- Elektra Natchios / Black Sky, interpretata da Élodie Yung, doppiata da Monica Vulcano: un'abile ninja addestrata da Stick e alleata di Matt Murdock. Yung riprende il ruolo da Daredevil.[15]
- Claire Temple, interpretata da Rosario Dawson, doppiata da Francesca Fiorentini: un'infermiera che cura i vigilanti. Dawson riprende il ruolo dalle precedenti serie Marvel/Netflix.[14]
- Stick, interpretato da Scott Glenn, doppiato da Rodolfo Bianchi: mentore di Matt Murdock ed Elektra e leader dei Casti. Glenn riprende il ruolo da Daredevil.[14]
- Alexandra Reid, interpretata da Sigourney Weaver, doppiata da Ada Maria Serra Zanetti: una delle cinque "dita" della Mano e capo dell'organizzazione.[16][17]

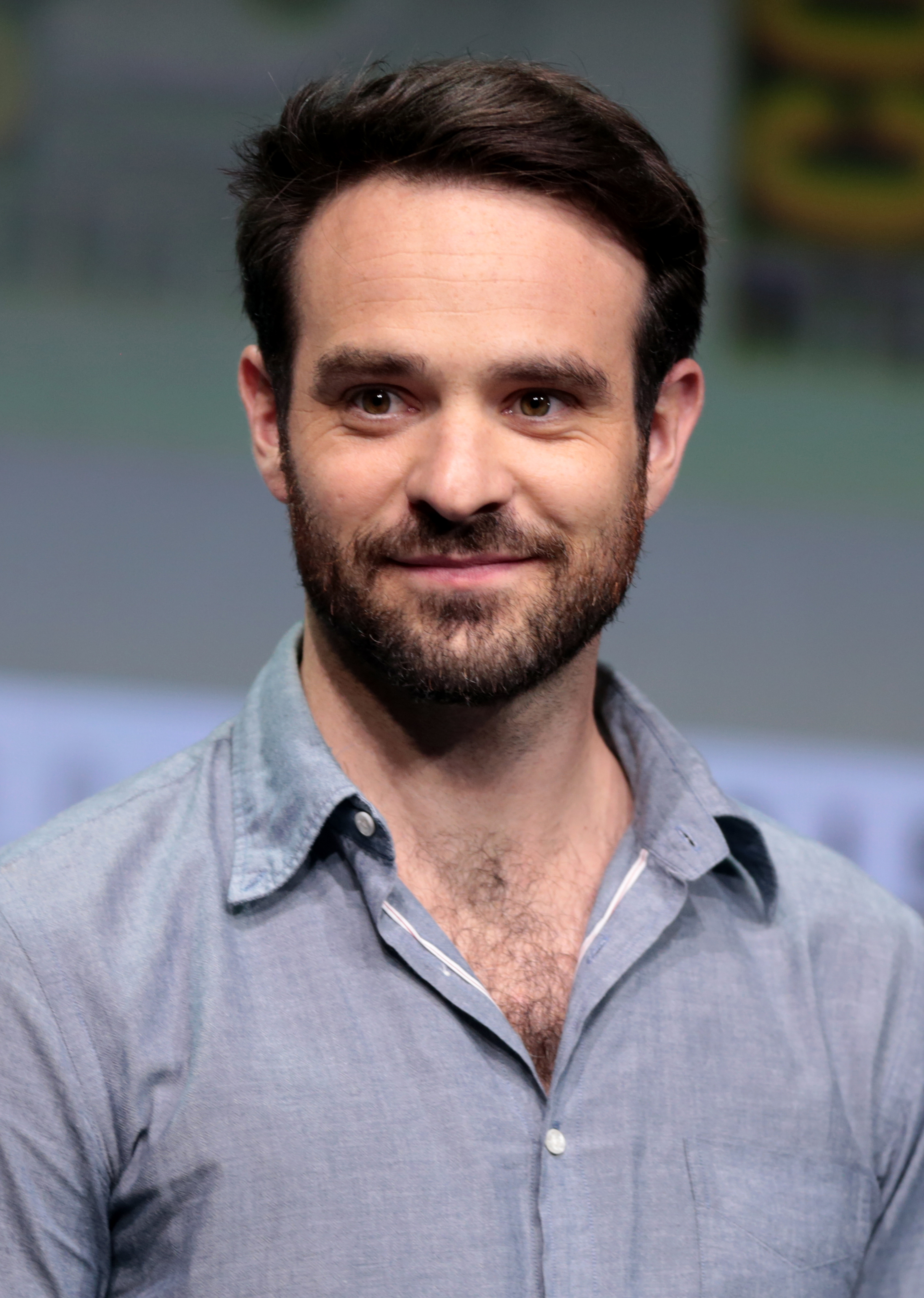
Charlie Cox interpreta Matt Murdock / Daredevil
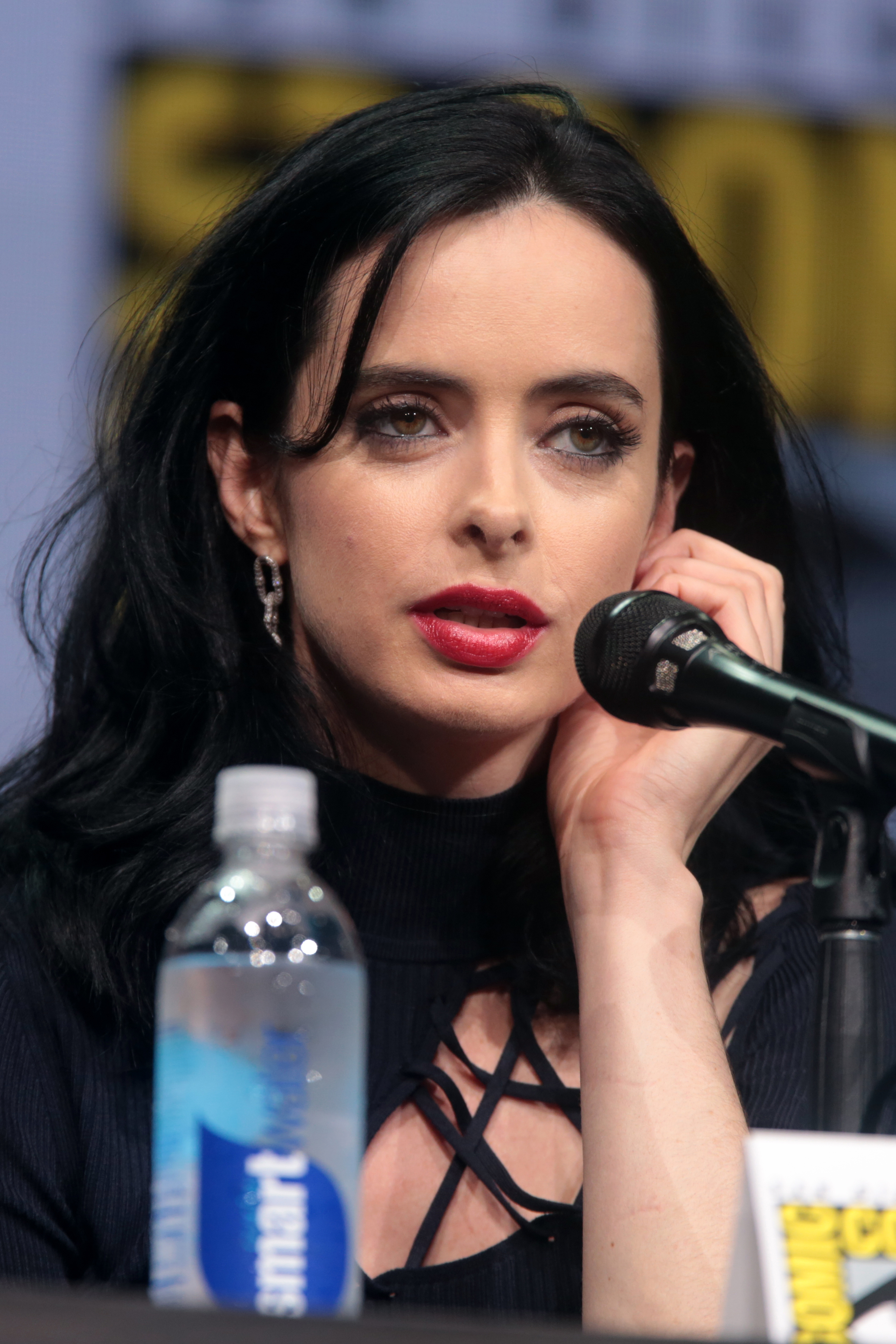
Krysten Ritter interpreta Jessica Jones
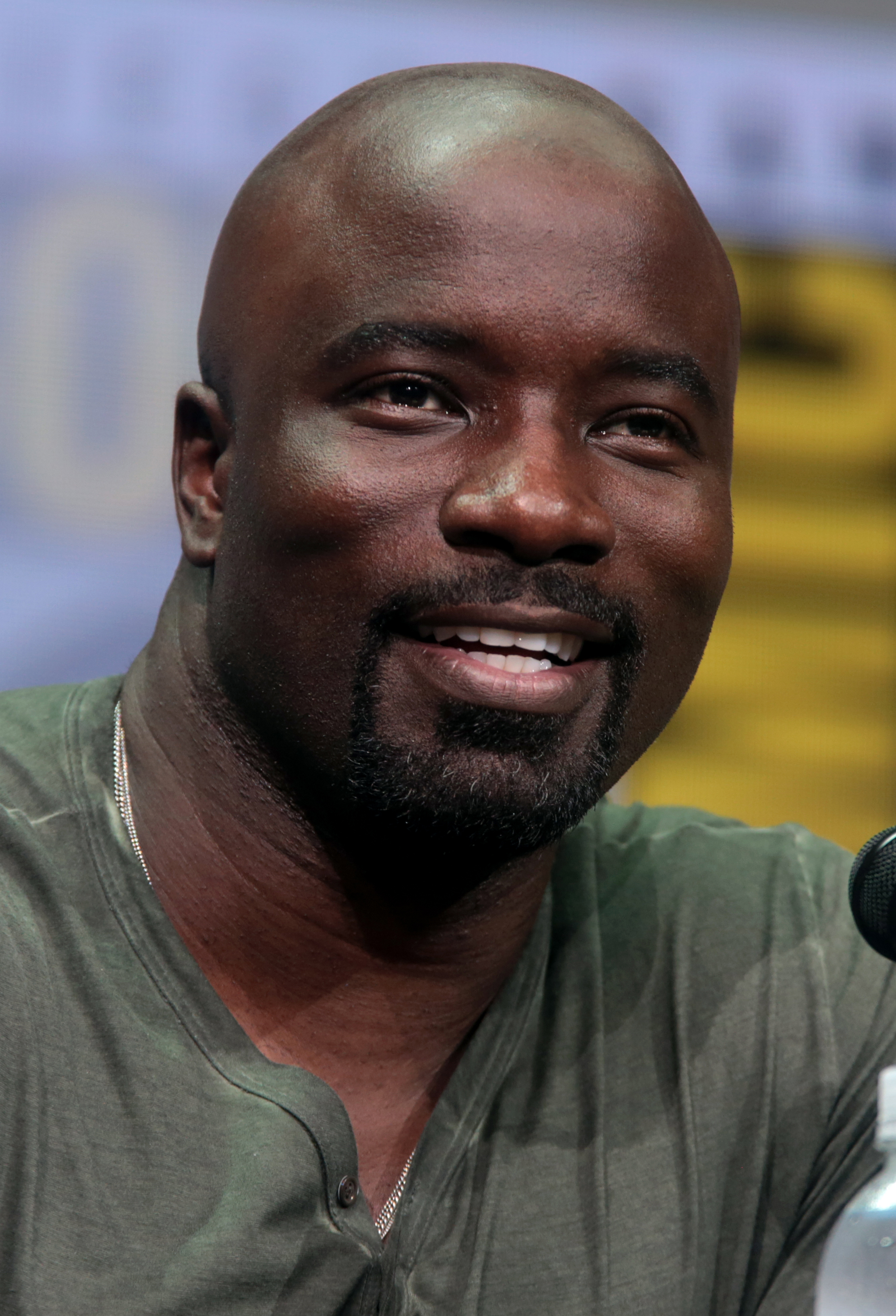
Mike Colter interpreta Luke Cage
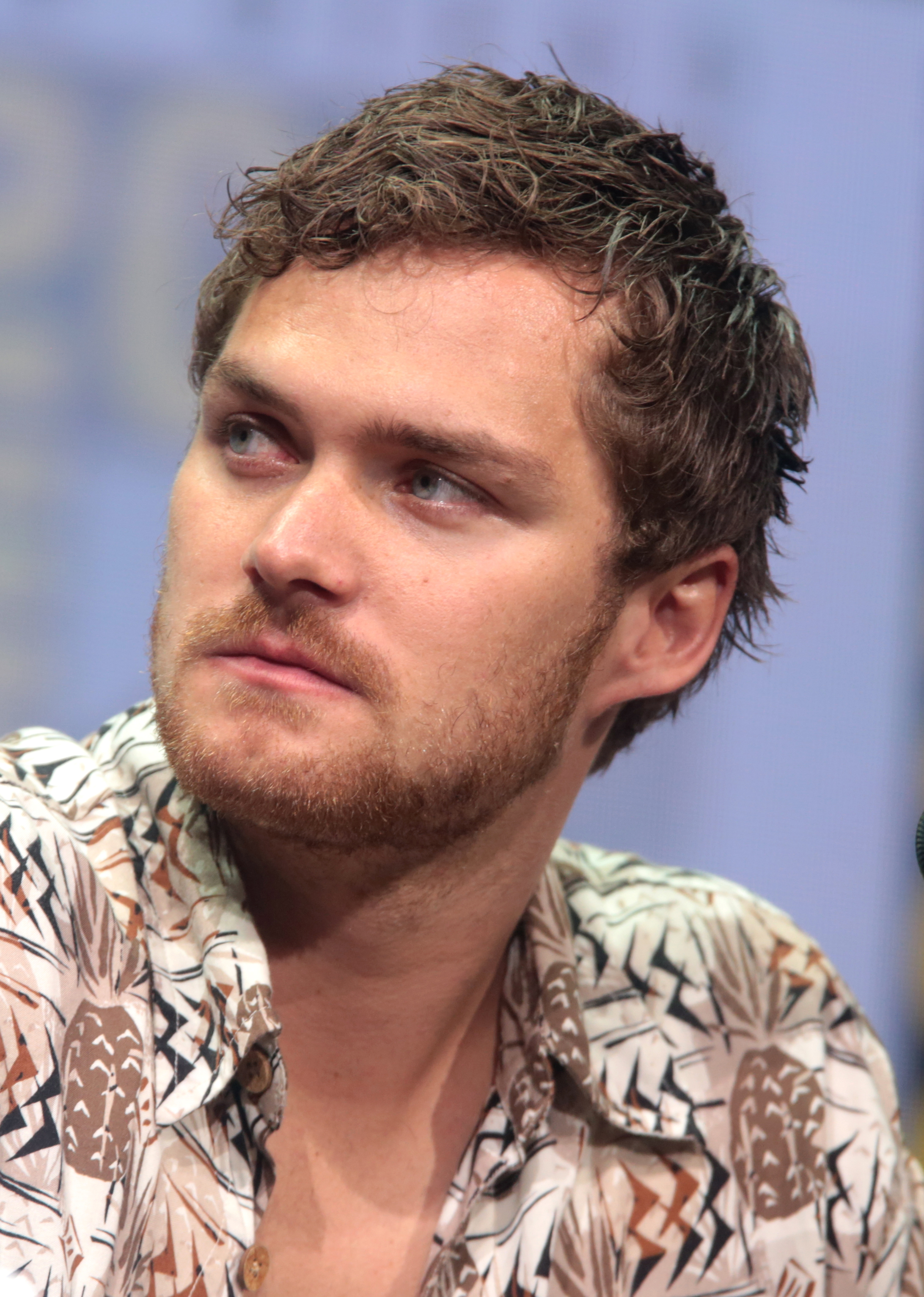
Finn Jones interpreta Danny Rand / Iron Fist
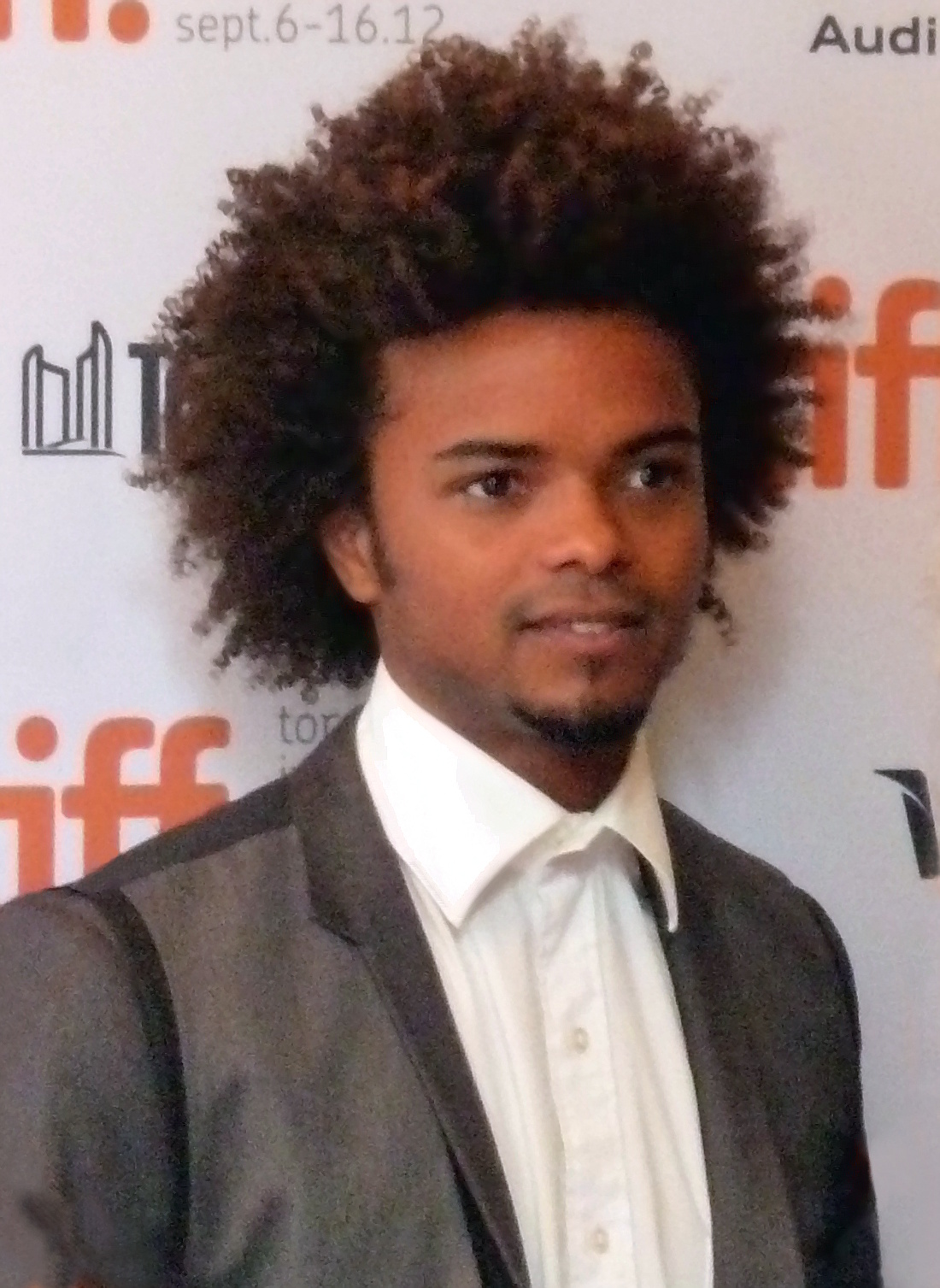
Eka Darville interpreta Malcolm Ducasse
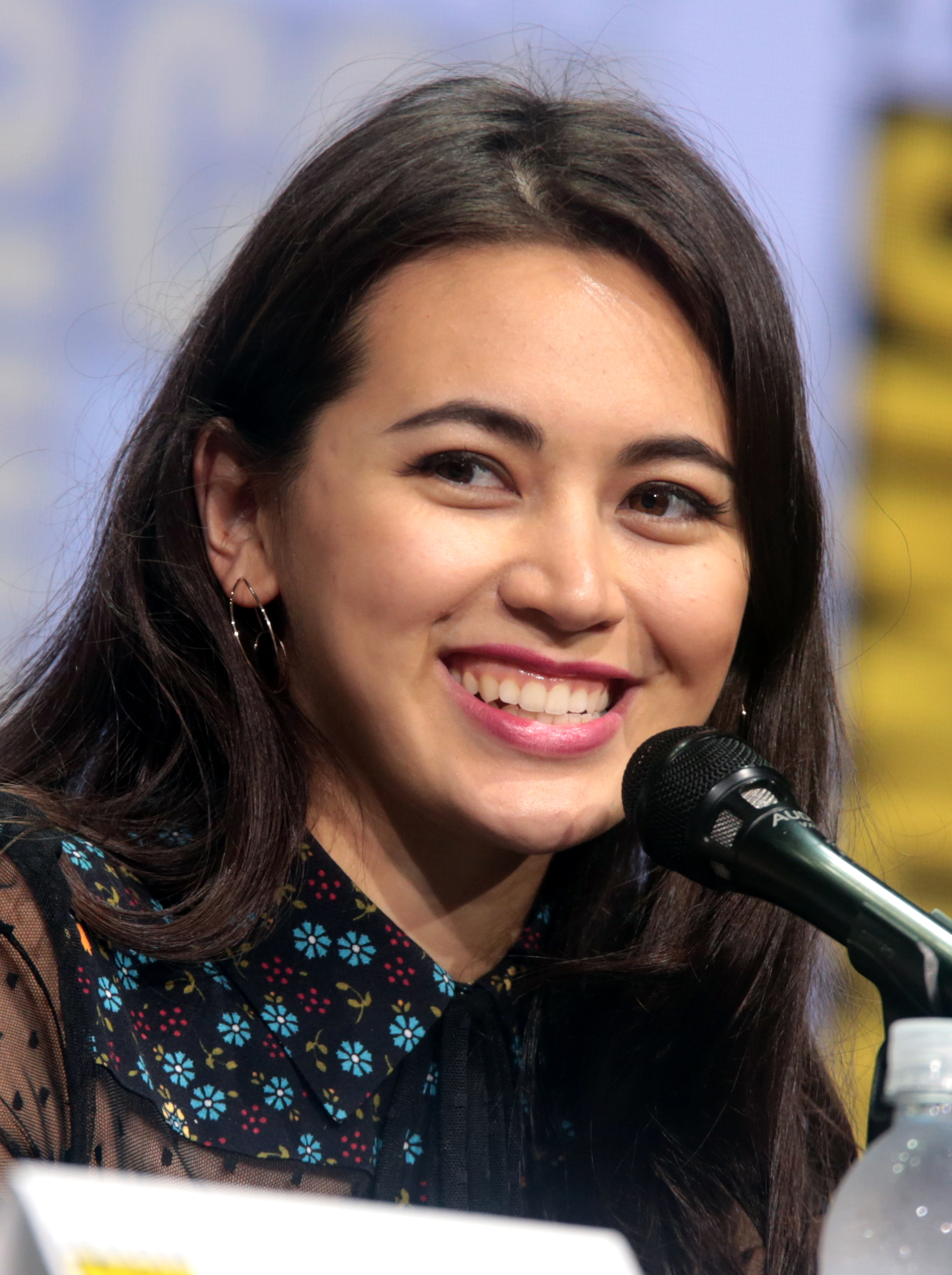
Jessica Henwick interpreta Colleen Wing
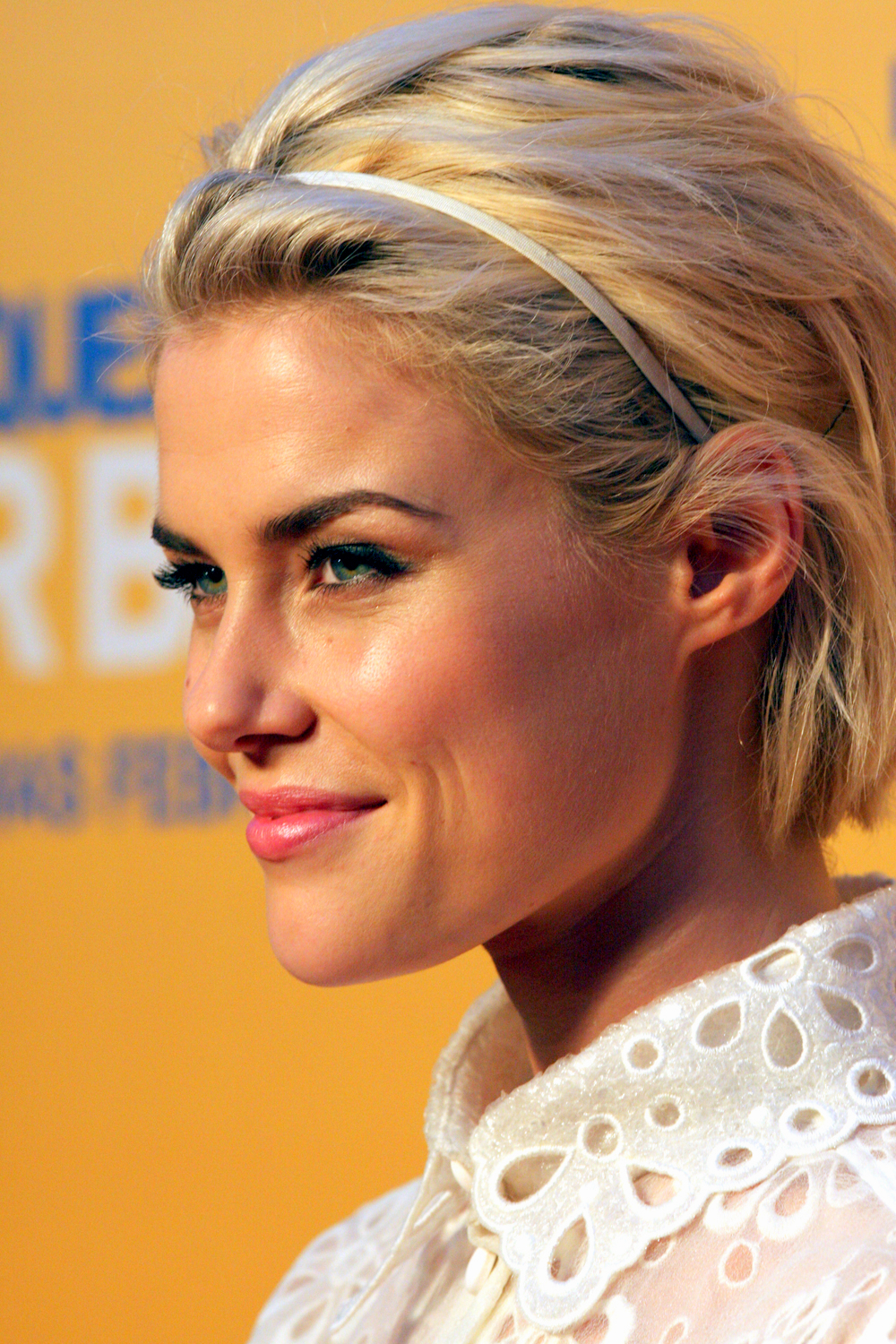
Rachael Taylor interpreta Trish Walker
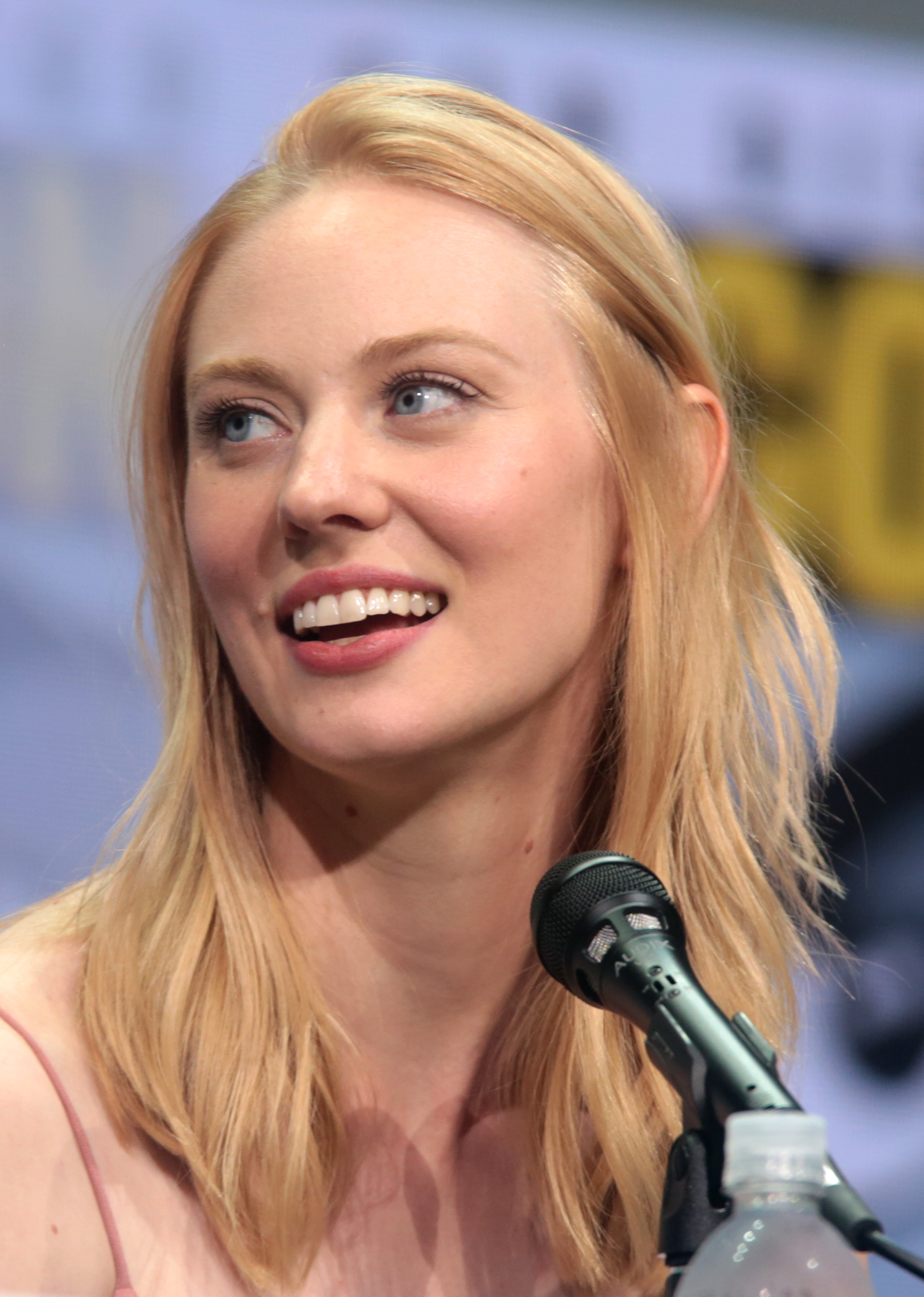
Deborah Ann Woll interpreta Karen Page
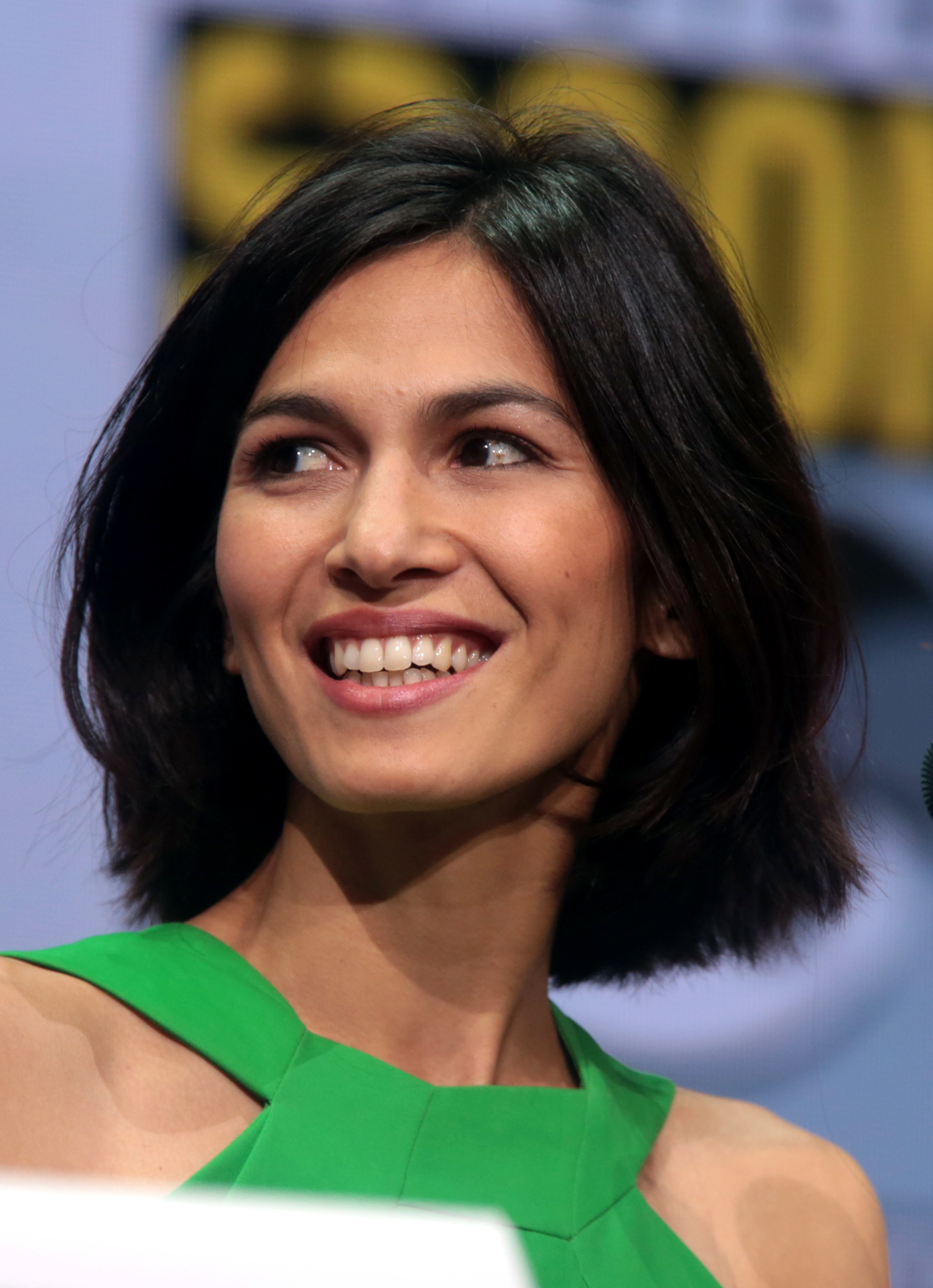
Élodie Yung interpreta Elektra Natchios
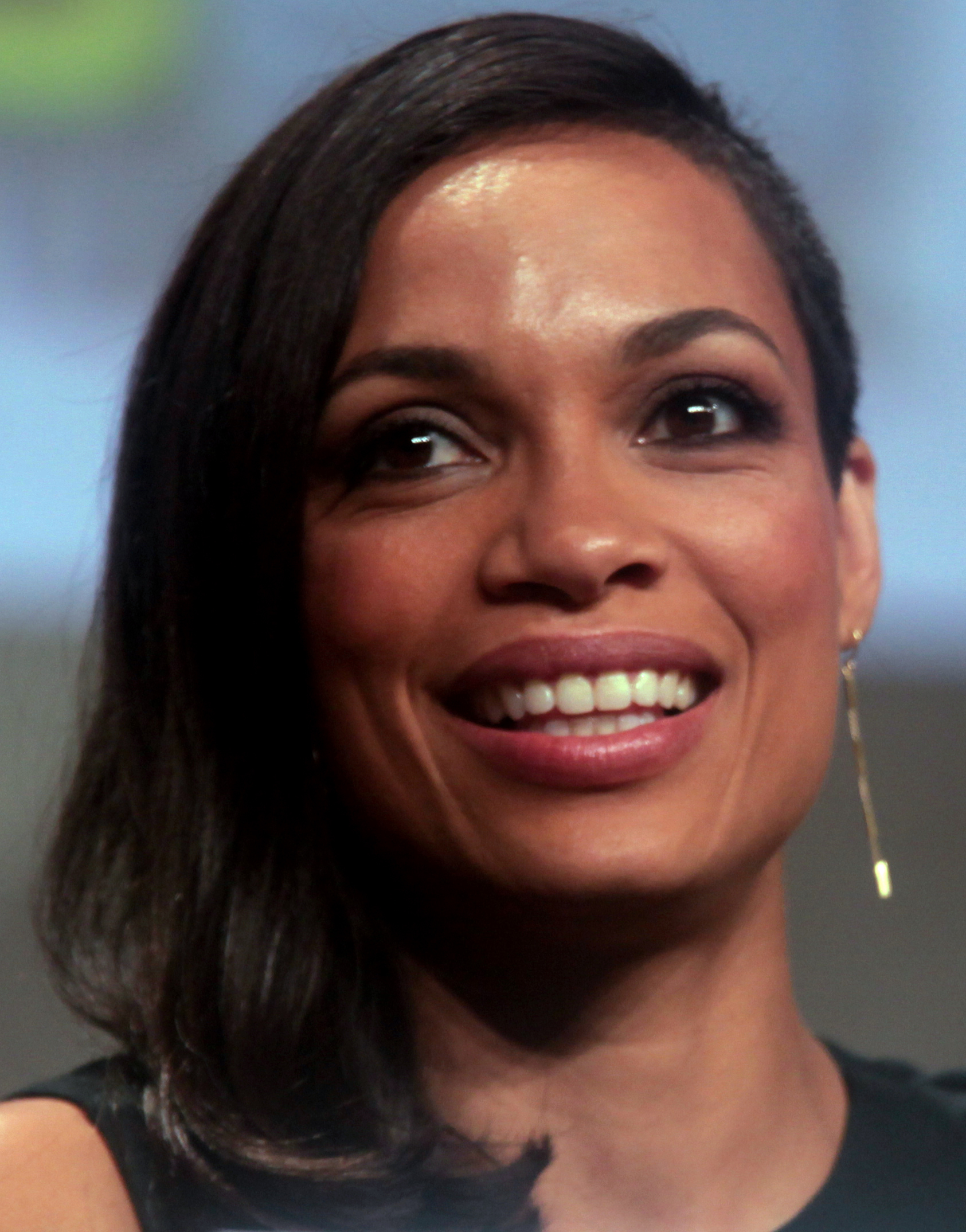
Rosario Dawson interpreta Claire Temple
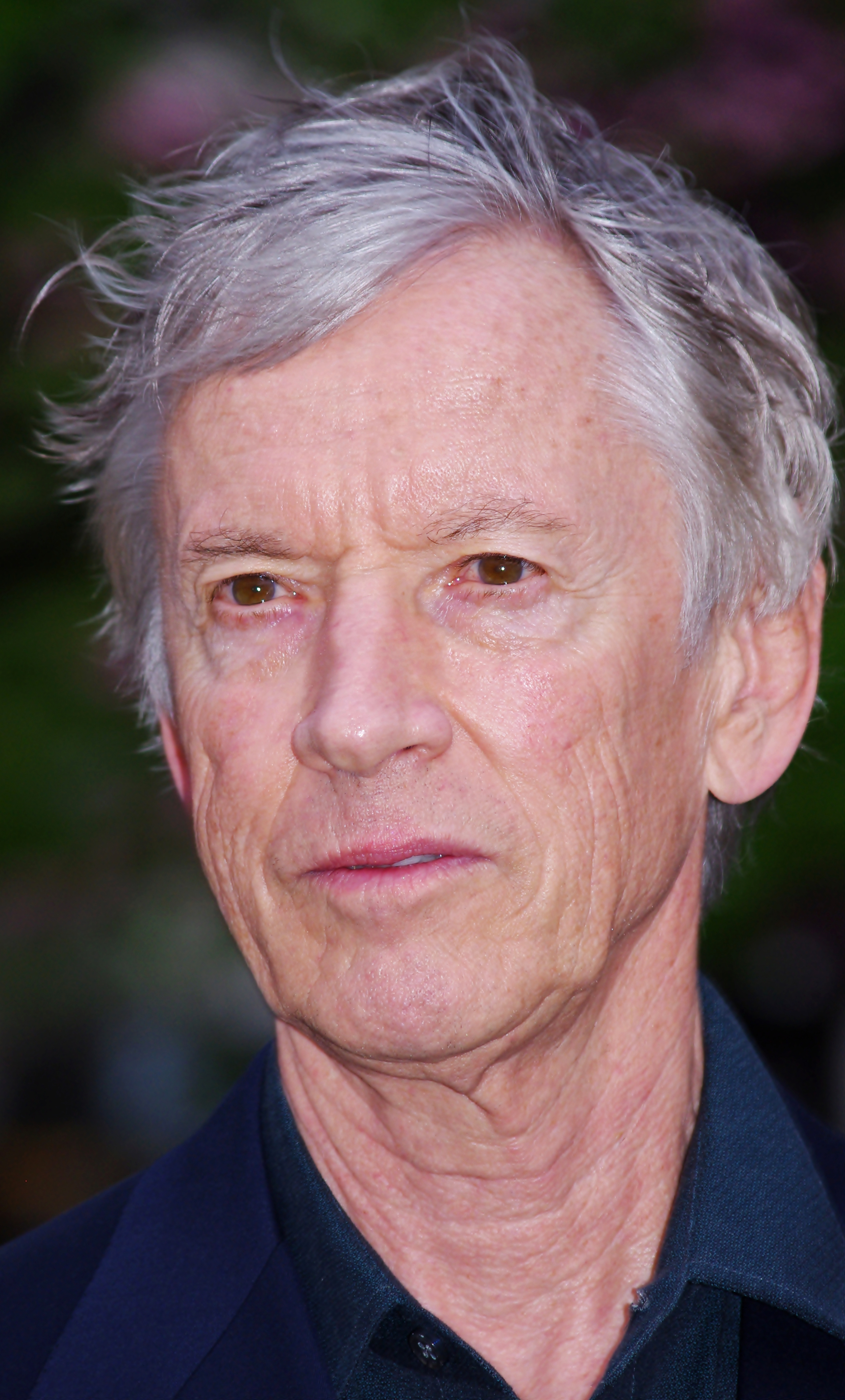
Scott Glenn interpreta Stick
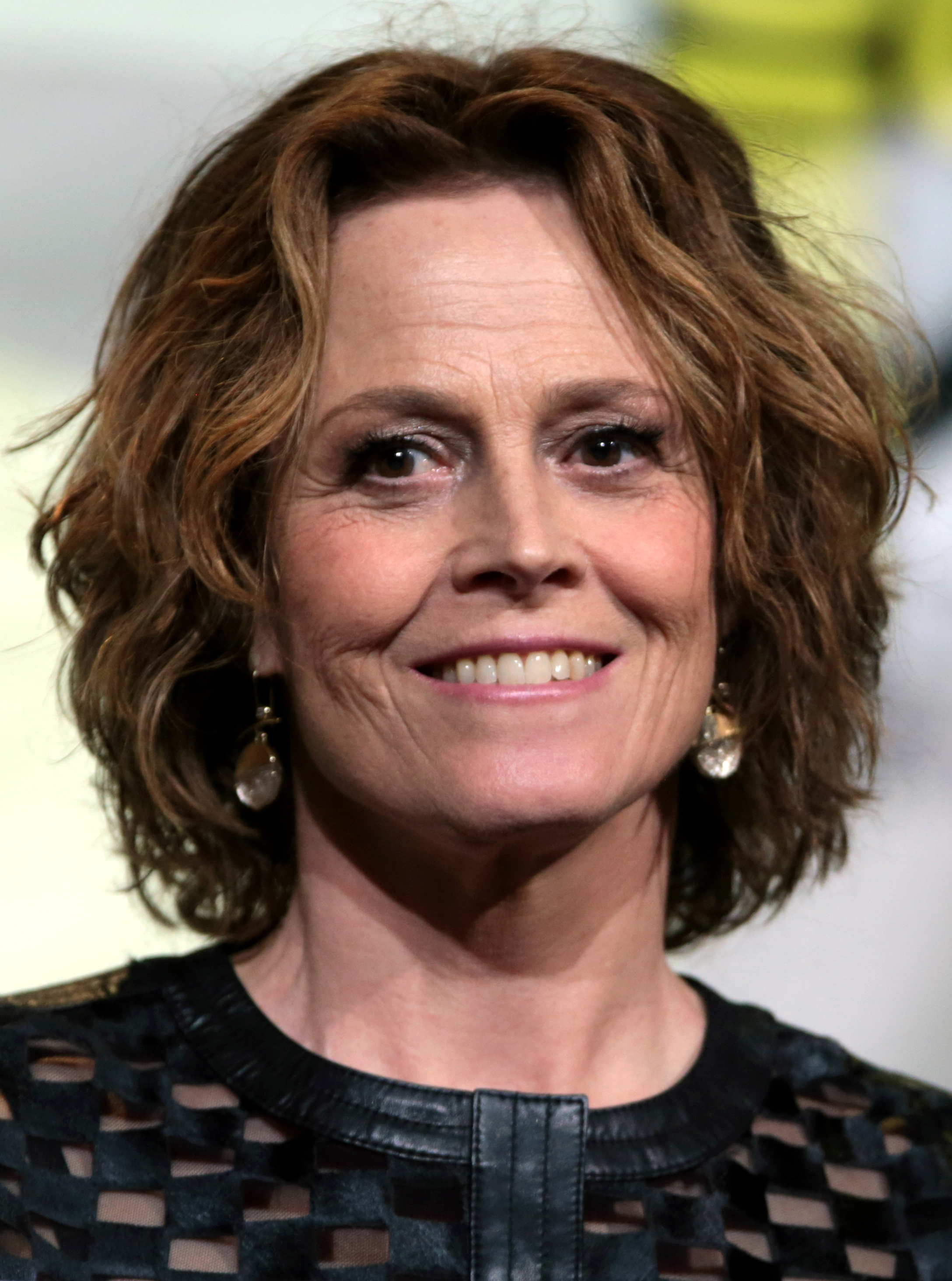
Sigourney Weaver interpreta Alexandra Reid

### Ricorrenti
- Madame Gao, interpretata da Wai Ching Ho, doppiata da Graziella Polesinanti: una delle cinque "dita" della Mano. Wai Ching Ho riprende il ruolo dalle precedenti serie di Netflix.[18]
- Cole Miller, interpretato da J. Mallory McCree, doppiato da Niccolò Ward: giovane uomo di Harlem coinvolto nei traffici della Mano.
- Michelle Raymond, interpretata da Michelle Federer, doppiata da Emilia Costa: donna che si avvicina a Jessica Jones per trovare suo marito, misteriosamente scomparso.
- Lexi Raymond, interpretata da Chloe Levine, doppiata da Roisin Nicosia: figlia di Michelle e John Raymond.
- Sowande, interpretato da Babs Olusanmokun, doppiato da Alberto Bognanni: una delle cinque "dita" della Mano, conosciuto anche come "Cappello Bianco".[19]
- Strieber, interpretato da Ron Simons, doppiato da Domenico Strati: capitano della polizia.
- Murakami, interpretato da Yutaka Takeuchi: una delle cinque "dita" della Mano.

### Guest
- Padre Lantom, interpretato da Peter McRobbie, doppiato da Oliviero Dinelli: un prete cattolico con cui Murdock si confida. McRobbie riprende il ruolo da Daredevil.[20]
- Dolores Miller, interpretata da Debbi Morgan, doppiata da Cinzia De Carolis: la madre di Cole.
- Shaft, interpretato da Marko Zaror: un membro dei Casti.[21]
- Jeri Hogarth, interpretata da Carrie-Anne Moss, doppiata da Emanuela Rossi: una dei migliori avvocati di New York. Moss riprende il ruolo dalle precedenti serie Marvel/Netflix.[9]
- Turk Barrett, interpretato da Rob Morgan, doppiato da Gaetano Lizzio: un criminale che opera a Hell's Kitchen. Morgan riprende il ruolo dalle precedenti serie Marvel/Netflix.
- Marci Stahl, interpretata da Amy Rutberg, doppiata da Monica Ward: collega di Foggy presso lo studio legale Hogarth, Chao & Benowitz. Rutberg riprende il ruolo da Daredevil.
- Josie, interpretata da Susan Varon, doppiata da Laura Nicolò: proprietaria del bar frequentato da Murdock e Foggy.
- John Raymond, interpretato da Alex Moggridge, doppiato da Stefano Santerini: un architetto costretto a lavorare per la Mano.
- Nicole, interpretata da Nichole Yannetty: una stagista del talk show di Trish.

Stan Lee e il Quartetto Aeolus appaiono in un cameo.

## Produzione

### Sviluppo
Nell'ottobre 2013 Deadline rivelò che la Marvel era al lavoro su quattro serie televisive e una miniserie (per un totale di 60 episodi) da realizzare con un servizio di video on demand o un fornitore di prodotti via cavo, con Netflix, Amazon e WGN America interessati al progetto. Alcune settimane dopo, la Marvel e la Disney annunciarono di aver concluso un accordo con Netflix per trasmettere delle serie televisive su Daredevil, Jessica Jones, Pugno d'acciaio e Luke Cage e una miniserie sui Difensori. Nel gennaio 2015 venne annunciato che il titolo ufficiale della serie sarebbe stato Marvel's The Defenders. Nel novembre 2015 Joe Quesada affermò che la Marvel non ha avuto alcun timore a cambiare la formazione dei Difensori rispetto a quella originale dei fumetti (Dottor Strange, Hulk, Namor e Silver Surfer), poiché "la maggior parte del mondo non sa chi siano i Difensori. Perciò l'idea di prendere il concept e il nome e applicarlo a Marvel Cinematic Universe ci è sembrato assolutamente naturale", aggiungendo che la Marvel ha "un'idea straordinaria" su come il gruppo si formerà e sul perché si faranno chiamare i Difensori. Nell'aprile 2016 Douglas Petrie e Marco Ramirez, già showrunner della seconda stagione di Daredevil, furono scelti come showrunner e produttori esecutivi, e Drew Goddard venne annunciato come produttore esecutivo.
Nel gennaio 2015 il COO di Netflix Ted Sarandos affermò che sono possibili più stagioni della serie e che Netflix avrebbe guardato "l'accoglienza da parte dei fan della Marvel ma anche del pubblico più generalista" per stabilire se dare alla serie più stagioni. Nel luglio 2016 il presidente di Marvel Television Jeph Loeb definì The Defenders un "evento unico" più che una stagione di una serie televisiva. Loeb confermò che la miniserie sarebbe stata composta otto episodi, e rivelò che Petrie e Ramirez si sarebbero consultati con Melissa Rosenberg, Cheo Hodari Coker e Scott Buck, showrunner rispettivamente di Jessica Jones, Luke Cage e Iron Fist, riguardo allo sviluppo dei personaggi. Riguardo a queste collaborazioni, Petrie, parlando di Rosenberg, affermò che "è fantastica poiché si trova a essere un'artista come noi e ci lascia liberi di fare quello che vogliamo, ma al tempo stesso ama così tanto il personaggio ed è così protettiva nei confronti dei personaggi che vuole aiutarci a fare le cose nel modo giusto". Rosenberg aggiunse che tutti gli showrunners delle altre serie "si sentono molto inclusi nel processo". Loeb paragonò questo rapporto tra Petrie, Ramirez e gli altri showrunner all'approccio avuto da Joss Whedon nel crossover The Avengers, in cui Whedon "prese tutti gli input creativi da tutti quelli che avevano lavorato ai film di Iron Man, Hulk, Captain America e Thor, ma al tempo stesso ha reso The Avengers una sua creatura". Nel gennaio 2017 venne rivelato che Petrie aveva lasciato il ruolo di showrunner poco prima dell'inizio delle riprese; Loeb spiegò: "Eravamo arrivati a un punto in cui le sceneggiature erano pronte, e volevamo continuare a lavorare con Marco, mentre Doug ha voluto dedicarsi ad altri progetti".

### Sceneggiatura
Per la fine di maggio 2016 Petrie e Ramirez consegnarono la storia completa per la miniserie.
Parlando di come la miniserie si rapporti con le altre serie, Loeb spiegò: "È un po' come le Olimpiadi, conosci tutti questi atleti nelle loro categorie e nel corso delle loro carriere, e poi una volta ogni quattro anni si ritrovano tutti insieme a competono l'uno contro l'altro". Coker paragonò la serie alla formazione del Wu-Tang Clan e di Voltron, affermando: "Ci sono queste serie individuali che stabiliscono le personalità e i personaggi... e poi si uniscono tutti insieme in un modo molto diverso, dinamico e molto eccitante". Petrie affermò che l'intento non era quello di fermare qualsiasi arco narrativo dei personaggi dalle altre serie, piuttosto quello di vedere i personaggi che "prendono questa epica deviazione e poi tornano alle loro rispettive vite". Goddard parlando del genere della miniserie, dal momento che ognuna delle serie individuali è molto diversa dalle altre, affermò: "Quello che è davvero divertente [dello sviluppo] è prendere questi quattro generi e metterli insieme e spontaneamente si crea un nuovo genere". Ramirez, parlando del tono della serie, affermò che "è una delle sfide più impegnative e entusiasmanti di questo progetto, aggiungendo: "Si tratta di riuscire ad amalgamare in modo organico [i toni delle serie precedenti] in modo che il tutto risulti logico e coerente".

### Casting

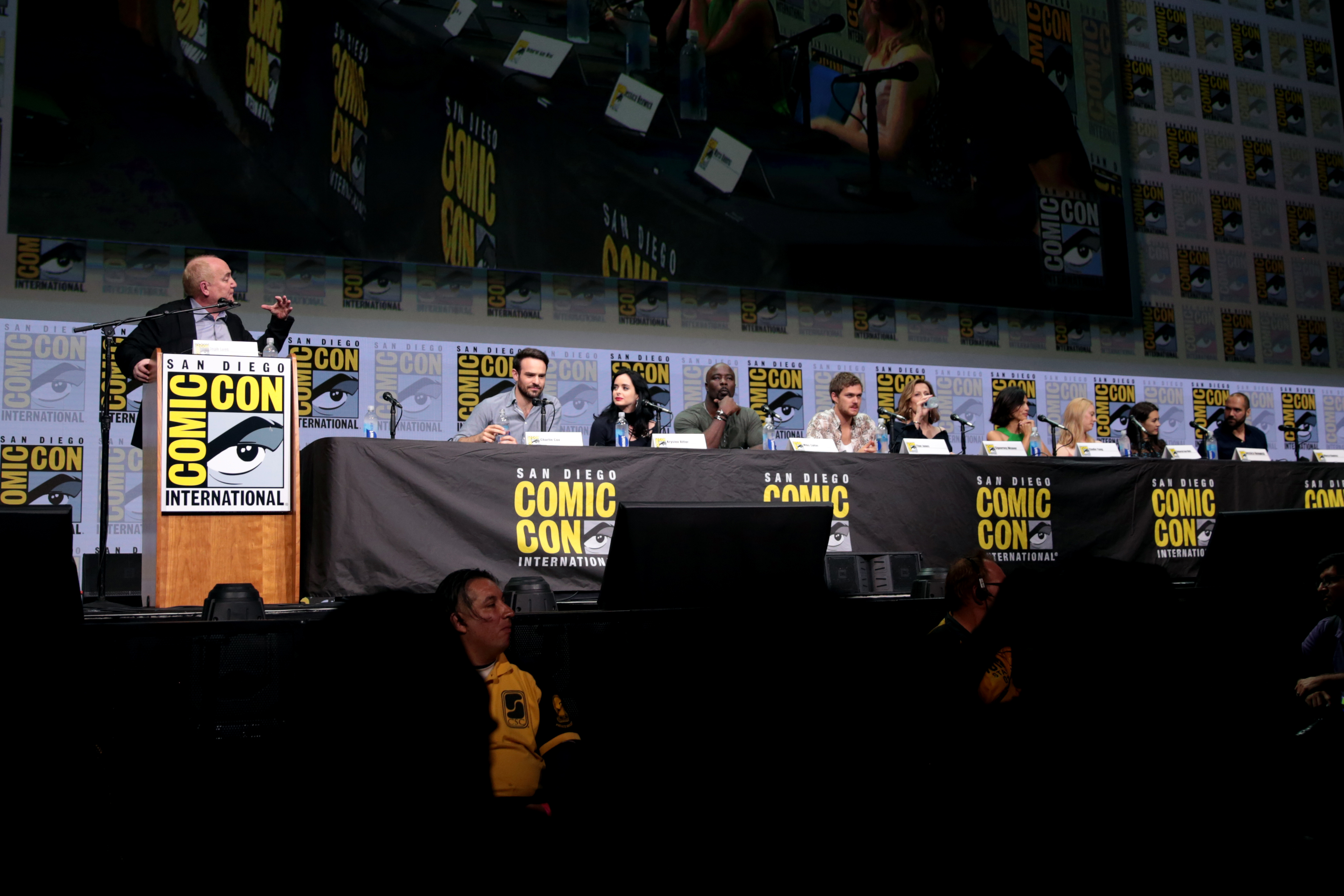
Il panel della miniserie al San Diego Comic-Con International

A fine maggio 2014 Charlie Cox venne scelto come interprete di Matt Murdock / Daredevil nella serie omonima. A dicembre 2014 Krysten Ritter e Mike Colter vennero scelti per interpretare Jessica Jones e Luke Cage in Marvel's Jessica Jones, con Colter anche protagonista di Marvel's Luke Cage. Nel febbraio 2016 Finn Jones venne scelto come interprete di Danny Rand in Marvel's Iron Fist, e la Marvel confermò ufficialmente che i quattro attori avrebbero ripreso i rispettivi ruoli in The Defenders. Nel novembre 2016 venne confermato il ritorno di Élodie Yung nei panni di Elektra Natchios.
Nell'aprile 2016 Eka Darville affermò che avrebbe ripreso il ruolo di Malcolm Ducasse da Jessica Jones in The Defenders. Nel settembre 2016 Simone Missick, interprete di Misty Knight in Luke Cage, confermò che sarebbe apparsa in The Defenders. Nell'ottobre 2016, in occasione del New York Comic-Con, venne annunciato che Sigourney Weaver avrebbe interpretato l'antagonista principale della serie. Nello stesso mese venne confermato ufficialmente il ritorno di Missick e Darville, e venne annunciato che Deborah Ann Woll, Elden Henson, Carrie-Anne Moss, Rachel Taylor, Rosario Dawson, Scott Glenn e Jessica Henwick avrebbero ripreso i rispettivi ruoli di Karen Page, Foggy Nelson, Jeri Hogarth, Trish Walker, Claire Temple, Stick e Colleen Wing dalle precedenti serie. Nel luglio 2017 venne rivelato che Ramón Rodríguez avrebbe riprese il ruolo di Bakuto da Iron Fist, mentre Wai Ching-Ho avrebbe ripreso il ruolo di Madame Gao dalle precedenti serie.

### Riprese
Nel febbraio 2014 la Marvel annunciò che le serie di Netflix sarebbero state girate a New York. Nell'aprile 2016 Cox confermò che le riprese sarebbero iniziate a fine 2016, dopo la fine delle riprese di Iron Fist. Il mese seguente Ritter rivelò che la serie sarebbe stata girata back-to-back con la seconda stagione di Jessica Jones, aggiungendo che le due produzioni avrebbero potuto accavallarsi. Le riprese cominciarono il 31 ottobre 2016 a New York, con il titolo di lavorazione Group Therapy. I primi due episodi sono diretti da S.J. Clarkson. Le riprese terminarono nel marzo 2017.

### Tie-in
The Defenders è l'ultima delle serie ordinate da Netflix dopo Daredevil, Jessica Jones, Luke Cage e Iron Fist. Nel novembre 2013, il CEO della Disney Bob Iger rivelò che se i personaggi dovessero risultare popolari potrebbero essere portati anche sul grande schermo. Nell'agosto 2014 Vincent D'Onofrio, interprete di Kingpin in Daredevil, dichiarò che la Marvel ha "dei grossi piani in serbo" per il futuro dopo le serie TV.

## Promozione
Nell'aprile 2017 venne distribuito il primo teaser trailer della miniserie. A maggio venne distribuito il trailer ufficiale. Nel luglio 2017, in occasione del San Diego Comic-Con International, venne distribuito un ulteriore trailer.

## Distribuzione
The Defenders è stata distribuita il 18 agosto 2017 su Netflix in tutti i territori in cui il servizio è disponibile, anche in Ultra HD 4K. Gli 8 episodi della serie, come nel caso di altre serie originali Netflix, sono stati pubblicati simultaneamente.
Il 28 febbraio 2022 (in alcuni Paesi il primo marzo), la serie è stata tolta da Netflix insieme a tutte le serie "Marvel Knights", per venire pubblicate su Disney+ sotto forma della saga "Defenders". 

## Accoglienza
Sull'aggregatore di recensioni Rotten Tomatoes la miniserie ha un indice di gradimento del 78% basato su 100 recensioni, con un voto medio di 6,6 su 10. Il commento del sito recita: "Marvel's The Defenders sviluppa ulteriormente personaggi ormai conosciuti in un arco narrativo denso d'azione il cui risultato offre pugni a sufficienza per compensare i suoi difetti". Su Metacritic la serie ha un voto medio di 63 su 100 basato su 25 recensioni.
Rob Sheffield di Rolling Stone ha apprezzato la serie, considerando tuttavia il personaggio di Iron Fist come l'anello debole del gruppo: "The Defenders non è esattamente una squadra di pari, per non dire altro. Ma tre di loro funzionano -- e con questi tre supereroi coinvolgenti e diversi nella mischia, è una squadra per cui vale la pena tifare". Dan Jolin di Empire ha dato alla serie tre stelle su cinque, definendola "un cross-over tanto atteso che offre degli scontri coinvolgenti tra i personaggi, ma che fallisce, almeno nei primi episodi, ad alzare la posta in gioco da un punto di vista narrativo". Anche Allison Keene di Collider ha dato tre stelle alla serie, lamentando un'eccessiva prolissità dei primi episodi ma apprezzando le interazioni tra i personaggi.
David Betancourt del Washington Post ha scritto: "L'incontro dei quattro show di supereroi del servizio di streaming –– ognuno con un approccio diverso su come essere un eroe –– funziona in parte per come si concentra sul perché questo gruppo non dovrebbe funzionare affatto". Jeff Jensen di Entertainment Weekly ha dato alla serie B+, definendola "lontana dalla perfezione. Ma rimane una piacevole avventura di supereroi che si distingue grazie a dei miglioramenti e delle innovazioni che spero la Marvel porterà avanti".
Kelly Lawler di USA Today ha dato alla serie due stelle su quattro e ha criticato la lentezza della narrazione nel riunire i quattro personaggi e la mancanza di chimica nel gruppo, scrivendo che "The Defenders piacerà probabilmente ai fan devoti della Marvel che volevano soltanto vedere questi quattro personaggi nella stessa stanza. [...] Ma gli spettatori che sono stati attratti da una o più serie di Netflix per i loro singolari punti di vista rimarranno delusi".